# Pobrđani, Kozarska Dubica
Pobrđani so naselje v občini Kozarska Dubica, Bosna in Hercegovina. 

## Deli naselja
Ćurguzi, Đukići, Pobrđani, Srednja Kosa, Tomaši, Trivići, Tubino Brdo in Vranovac.

## Prebivalstvo
| Pregled števila prebivalcev po letih | Pregled števila prebivalcev po letih | Pregled števila prebivalcev po letih | Pregled števila prebivalcev po letih | Pregled števila prebivalcev po letih | Pregled števila prebivalcev po letih |
| ------------------------------------ | ------------------------------------ | ------------------------------------ | ------------------------------------ | ------------------------------------ | ------------------------------------ |
| 1948                                 | 1953                                 | 1961                                 | 1971                                 | 1981                                 | 1991                                 |
| -                                    | -                                    | -                                    | 197                                  | 179                                  | 144                                  |

| Narodna sestava prebivalstva po letih                                                                                      | Narodna sestava prebivalstva po letih                                                                                       | Narodna sestava prebivalstva po letih                                                                                       |
| --- | --- | --- |
| 1971 | 1981 | 1991 |
| . skupaj: 197 Srbi 195 (98,98 %) Hrvati 1 (0,50 %) Muslimani 0 (0,00 %) Jugoslovani 0 (0,00 %) drugi in neznano 1 (0,50 %) | . skupaj: 179 Srbi 166 (92,73 %) Hrvati 0 (0,00 %) Muslimani 0 (0,00 %) Jugoslovani 13 (7,26 %) drugi in neznano 0 (0,00 %) | . skupaj: 144 Srbi 132 (91,66 %) Hrvati 0 (0,00 %) Muslimani 0 (0,00 %) Jugoslovani 1 (0,69 %) drugi in neznano 11 (7,63 %) |